# Re-play
Re-play je herní pořad televize Prima Cool, zaměřený především na novinky ze světa počítačových her. Původně (od roku 2009) byl pořad vysílán na televizi Public a od 5. února 2011 se vysílá na stanici Prima Cool.[potřebuje aktualizovat] Šéfredaktorem a producentem byl Vojtěch Novák, o kameru, střih, grafiku a postprodukci se staral Nikolai Lazarev známý jako Mazarini. V únoru 2019 z pořadu odešli hlavní moderátoři Mikoláš Tuček a Alžběta Trojanová a nová série se pak začala označovat jako Re-play 2.0 s novými moderátory a novým šéfredaktorem, kterým se stal Jan Modrák.
Od roku 2020 se o střih pořadu stará Daniel Antoš a Lukáš Redl. V roce 2021 přešla produkce pořadu pod společnost Playzone, která je přímo vlastněná Primou.
V roce 2022 odešel Jan Modrák z funkce šéfredaktora a ujal se jí Jan Kotrba.
V prosinci 2024 redakce oznámila ukončení vysílání pořadu na kanálu Prima Cool a s tím i úplný konec pořadu pod názvem Re-play.

## Pořad je rozdělen do následujících částí
- Téma
- Novinky
- Předehra
- Recenze
- Rozhovor
- Soutěž
- Report
- Top

## Moderátoři
- Mikoláš Tuček a Alžběta Trojanová – původní moderátoři (2011–2019)
- Oldřich Štěrba – známý díky streamu na platformě Twitch pod přezdívkou ArcadeBulls[2] (2019–současnost)
- Martin Rota – youtuber (2019–současnost)
- Gabriela Wróbel – moderátorka, která přináší novinky z gamingu (2019–2021)
- Lucie Zemanová alias Arennthia – od roku 2021, streamerka na platformě Twitch
- Michal Suchánek – herec